# Baltzenheim
Battenheim là một xã thuộc tỉnh Haut-Rhin trong vùng Grand Est, đông bắc Pháp. Xã này có diện tích 16,88 km², dân số năm 1999 là 1307 người. Khu vực này có độ cao tu 223-231 mét trên mực nước biển.